# Ador
Ador település Spanyolországban, Valencia tartományban. Ador Alfauir, Castellonet de la Conquesta, Gandia, Llutxent, Palma de Gandía, Potries, Rótova és Villalonga községekkel határos. Lakosainak száma 1729 fő (2024).

## Népesség
A település lakosságának változását az alábbi diagram mutatja:
| Lakosok száma | 1206 | 1346 | 1463 | 1474 | 1440 | 1411 | 1400 | 1508 | 1706 | 1729 |
|               | 2001 | 2004 | 2007 | 2009 | 2012 | 2014 | 2017 | 2019 | 2022 | 2024 |